# Jerzy Fedkowicz
Jerzy Fedkowicz (ur. 13 kwietnia 1891 w Stefanówce k. Rohatyna zm. 13 listopada 1959 w Krakowie) – polski malarz-kolorysta.

## Życiorys
Urodził się w rodzinie Zygmunta i Anny z Rzewuskich. Od 1903 uczył się w gimnazjum w Żytomierzu, skąd jednak został relegowany w 1912 z powodu patriotycznej działalności. Ukończył gimnazjum w Chersoniu. W latach 1910–1913 studiował prawo w Moskwie i równocześnie sztukę w pracowniach Iwana Bolszakowa oraz Konstantina Juona. W 1913 rozpoczął naukę w Petersburgu w rządowej Szkole Zachęty Sztuk Pięknych, jednocześnie uczęszczając na dodatkowe kursy prywatne u Jewgienija Lanceraya i Konstantina Somowa.
Od 6 sierpnia do połowy września 1914 służył w 3 kompanii II baonu 1 Pułku Piechoty Legionów, ze względu na stan zdrowia został hospitalizowany w Krakowie, a następnie w Wiedniu. Ostatecznie został przeniesiony do rezerwy 1 września 1915.
Od 1915 studiował na krakowskiej Akademii Sztuk Pięknych u Wojciecha Weissa, dyplom uzyskał w 1921. Uczestniczył w wystawach Towarzystwo Artystów Polskich „Sztuka” i Formistów.
W latach 1918–1931 prowadził w Krakowie Wolną Szkołę Malarstwa i Rysunków Ludwiki Mehofferowej. Od 1921 do 1923 kontynuował studia malarskie w Paryżu dzięki stypendium rządu francuskiego. Od 1923 pracował w krakowskich gimnazjach jako nauczyciel rysunku. Uczestniczył w Cechu Artystów Plastyków „Jednoróg” i Zrzeszeniu Artystów Plastyków „Zwornik”.
W latach 1927–1928 projektował scenografie dla Teatru im. Juliusza Słowackiego w Krakowie. Uczestniczył w wielu wystawach w kraju i za granicą, m.in. w Wiedniu (1928), Brukseli (1928, 1929), Hadze (1929), Wenecji (XIX Biennale 1934; 1960), Berlinie, Düsseldorfie, Kolonii i Monachium (1935).
W 1945 został powołany na stanowisko profesora krakowskiej Akademii Sztuk Pięknych, w 1947 został tam prorektorem, pełniąc tę funkcję do 1950, w którym to roku został wybrany na dziekana Wydziału Malarstwa i był nim do 1959.
W latach 30. malarstwo Fedkowicza zbliżyło się do koloryzmu i twórczości kapistów. Barwy obrazów nabrały głębi i mocy, były dynamicznie nakładane na płótno. Kształty obrysowywane były czarnym konturem. Gamę kolorystyczną obrazów zdominowały ciepłe brązy, subtelne błękity, szarości i zielenie. Stonowaną kolorystykę ożywiały akcenty oranżów, różów i czerwieni. W następnej dekadzie główną tematyką stała się martwa natura, prawie zawsze z przedstawieniami kwiatów.

## Ordery i odznaczenia
- Krzyż Kawalerski Orderu Odrodzenia Polski (15 lipca 1954)[12]
- Złoty Krzyż Zasługi (22 lipca 1952)[13]
- Medal Niepodległości[14]
- Order Sztandaru Pracy II klasy, 1959 r.[15]

## Nagrody
- Nagroda Państwowa II stopnia za całość twórczości malarskiej (1955)[16]
- Nagroda Miasta Krakowa (1959)[17]